# 罗森谷地圣雅各布
罗森谷地圣雅各布是奥地利克恩顿州菲拉赫兰县的一个市镇。总面积78.77平方公里，总人口4358人，人口密度55.3人/平方公里（2011年）。